# Myotis lucifugus
Myotis lucifugus е вид бозайник от семейство Гладконоси прилепи (Vespertilionidae).

## Разпространение
Видът е разпространен в Канада, Мексико и САЩ.